# Chloridolum trogoninum
Chloridolum trogoninum là một loài bọ cánh cứng trong họ Cerambycidae.